# Dotto vestibolare

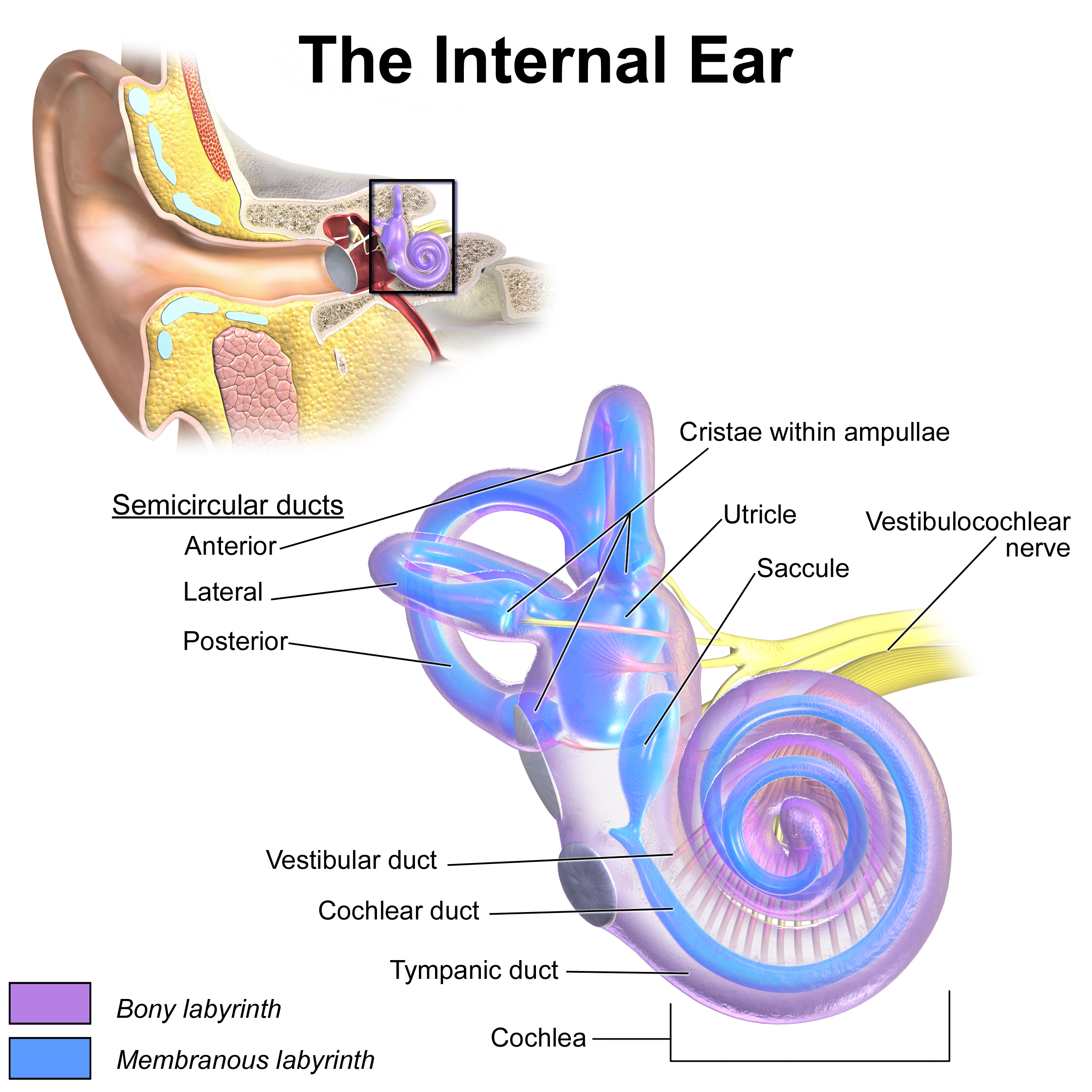
Orecchio interno con il dotto vestibolare.

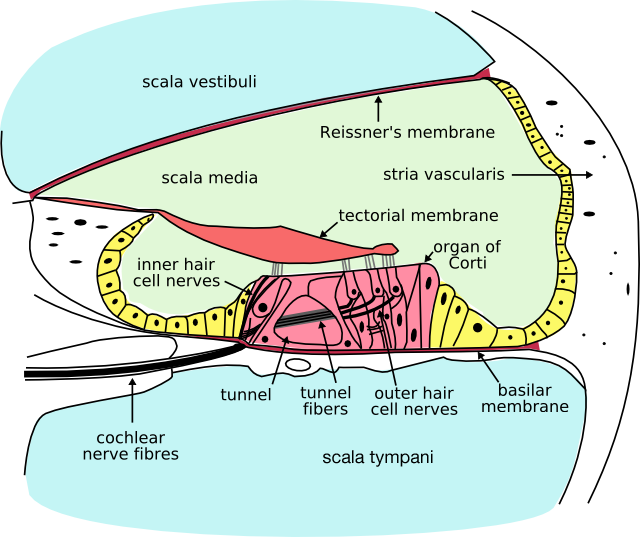
Sezione della coclea

Il dotto vestibolare o scala vestibolare è una cavità della coclea, nell'orecchio interno, in cui circola la perilinfa che trasmette le vibrazioni sonore al dotto cocleare.
È separata dal dotto cocleare dalla membrana vestibolare e si estende al vestibolo verso l'elicotrema dove raggiunge il dotto timpanico.

## Galleria d'immagini

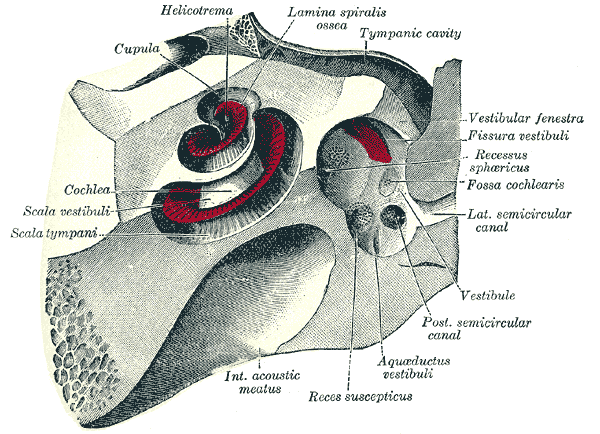
La coclea e il vestibolo visti da sopra.
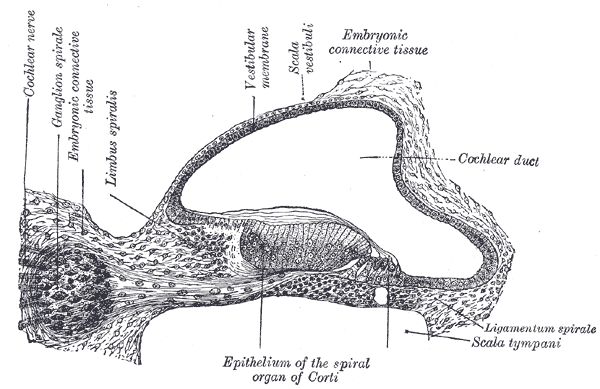
Sezione trasversale del dotto cocleare di un feto di gatto.
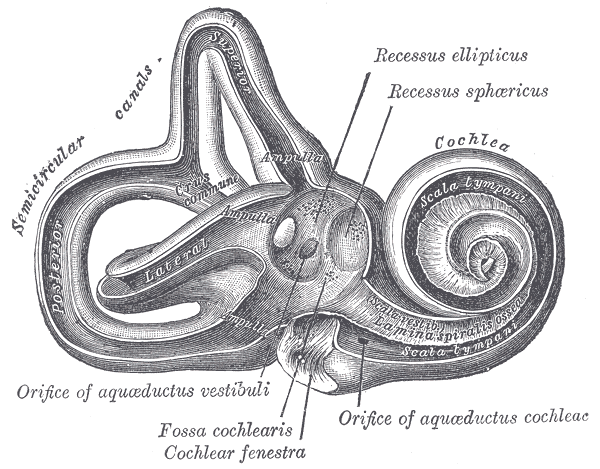
Interno del labirinto osseo destro.
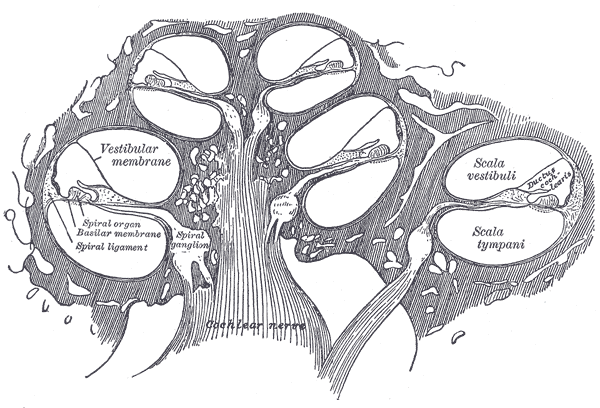
Sezione della coclea.